# Julian Dennison
Julian Bailey Dennison (nascido em 26 de outubro de 2002) é um ator neozelandês. Ele estreou no filme Shopping de 2013, pelo qual ganhou o "English Film and Television Award" de melhor ator coadjuvante. Ele é mais conhecido por seus papéis como Ricky Baker em Hunt for the Wilderpeople (2016), o filme mais grandioso da história da Nova Zelândia, como Russell "Firefist" Collins em Deadpool 2 (2018) e como Belsnickel em The Christmas Chronicles 2. Dennison apareceu em vários comerciais para empresas como Lynx e Air New Zealand. Em 2021, Dennison fará sua primeira aparição como Josh Valentine no Godzilla vs. Kong.

## Vida e carreira
Dennison nasceu e foi criado em Lower Hutt, Nova Zelândia. Ele é o terceiro filho de uma família de quatro filhos. Ele tem um irmão gêmeo chamado Christian. Julian é descendente de Māori e é membro da Ngāti Hauā iwi (tribo), parte da confederação tribal Tainui. Ele frequentou a Escola Primária Naenae, onde fez sua primeira audição, e obteve seu primeiro papel no filme Shopping (2013). Em seguida foi elenco do filme australiano Paper Planes (2015). Mais tarde, frequentou a Hutt International Boys' School, em Upper Hutt.
Dennison continuou atuando e recebeu um papel num anúncio da Agência de Transportes NZ para desencorajar a condução sob a influência de drogas. O anúncio de serviço público, que se tornou uma sensação da internet na Nova Zelândia e Austrália, foi dirigido por Taika Waititi, que mais tarde pediu a Dennison para estrelar em seu filme Hunt for the Wilderpeople (2016) sem a necessidade de audição. O filme se tornou até hoje o filme mais grandioso da Nova Zelândia, e foi aclamado pela crítica.
Dennison interpretou Russell Collins / Firefist no filme de 2018, Deadpool 2. Ele foi selecionado por causa de sua performance em Wilderpeople e da amizade de Waititi com os cineastas de Deadpool. Em junho de 2018, Dennison foi o primeiro a ser escolhido para o elenco do filme Godzilla vs. Kong em um papel de coadjuvante.
Em 2020, Dennison trabalhou em The Christmas Chronicles 2 retratando Belsnickel e ao mesmo tempo expressando sua forma de elfo.

## Filmografia

### Cinema
| Ano  | Título                     | Papel                   | Notas                                                      |
| ---- | -------------------------- | ----------------------- | ---------------------------------------------------------- |
| 2013 | Shopping                   | Solomon                 | New Zealand Film Award de Melhor Ator Coadjuvante          |
| 2015 | Paper Planes               | Kevin                   |                                                            |
| 2016 | Hunt for the Wilderpeople  | Ricky Baker             | New Zealand Film and Television Awards 2017 de Melhor Ator |
| 2016 | Chronesthesia              | Beni                    |                                                            |
| 2018 | Deadpool 2                 | Russell "Rusty" Collins |                                                            |
| 2020 | The Christmas Chronicles 2 | Belsnickel              |                                                            |
| 2021 | Godzilla vs. Kong          | Josh Valentine          |                                                            |
| 2023 | Uproar                     | Josh Waaka              |                                                            |
| 2024 | Y2K                        |                         |                                                            |
| 2025 | How to Train Your Dragon   | Fishlegs Ingerman       |                                                            |

### Televisão
| Ano           | Título             | Papel        | Notas |
| ------------- | ------------------ | ------------ | ----- |
| 2016          | Funny Girls        | Ele mesmo    |       |
| 2019-presente | The Strange Chores | Pierce (voz) |       |